# Heinz Strehl
Heinz Strehl (Kalchreuth; 20 de julio de 1938-11 de agosto de 1986) fue un jugador de fútbol alemán que era delantero.

## Trayectoria
Jugó en el 1. F. C. Núremberg en la Oberliga Süd desde la temporada 1958-59. En su segunda temporada, en la 1959-60, fue el máximo goleador con 30 goles en 28 partidos.
Después de ganar el título en 1961, también se llevó el Campeonato Alemán a los Noris. En la final del 24 de junio en Hannover contra el Borussia Dortmund, considerado favorito, marcó el gol del marcador final en el minuto 67 del 3-0.
Estuvo consistentemente en la formación titular y llegó al final de la Oberliga 1962. Gracias también a él, el título se defendió con éxito y el 29 de agosto se celebró la victoria de la Copa DFB con una victoria por 2-1 ante el Fortuna Düsseldorf.
En la Copa de Campeones de Europa, llegó a los cuartos de final y fue el máximo goleador con siete goles, todos en la ronda previa, por lo que no se suma a su palmarés.
El Campeonato Alemán se transformó en Bundesliga desde la temporada 1963-64 y en la quinta campaña, 1967-68, dirigido por el entrenador Meistermacher Max Merkel, consiguieron el título.
Hizo una contribución significativa a esto con sus 18 goles. Un triunfo especial fue la victoria en casa por 7-3 en la jornada 16 ante el FC Bayern de Múnich (1-0 de él).
Después de sufrir una lesión de menisco en 1970, se retiró del fútbol profesional.

## Selección nacional
Su debut con Alemania Occidental fue contra Yugoslavia el 30 de septiembre de 1962, con un hat-trick en medio de los 23 y 62 minutos. Gracias a sus goles, ganó 3-2 en Zagreb ese día.
De antemano, ya había formado parte del equipo de Sepp Herberger en la Copa Mundial de la FIFA de 1962 y no había aparecido.
Añadió un cuarto gol a su cuenta personal en la primavera de 1965 contra Chipre (5-0) en un partido de clasificación para la Copa del Mundo, siendo su último partido internacional de solamente 4.

### Participaciones en Copas del Mundo
| Mundial                        | Sede  | Resultado    |
| ------------------------------ | ----- | ------------ |
| Copa Mundial de Fútbol de 1962 | Chile | Primera fase |

## Palmarés

### Títulos regionales
| Título       | Equipo             | País                | Año  |
| ------------ | ------------------ | ------------------- | ---- |
| Oberliga Süd | 1. F. C. Núremberg | Alemania Occidental | 1961 |
| Oberliga Süd | 1. F. C. Núremberg | Alemania Occidental | 1962 |

### Títulos nacionales
| Título            | Equipo             | País                | Año     |
| ----------------- | ------------------ | ------------------- | ------- |
| Campeonato Alemán | 1. F. C. Núremberg | Alemania Occidental | 1961    |
| Torneo de Copa    | 1. F. C. Núremberg | Alemania Occidental | 1962    |
| Bundesliga        | 1. F. C. Núremberg | Alemania Occidental | 1967-68 |

### Distinciones individuales
| Distinción                         | Año     |
| ---------------------------------- | ------- |
| Máximo goleador de la Oberliga Süd | 1959-60 |